# Psique (ment)
La psique és el conjunt de pensaments, emocions i processos de la ment que constitueixen la personalitat de l'individu, usualment en oposició a allò físic o corporal. Aquesta concepció, que divideix els fenòmens entre psíquics i físics, parteix del dualisme filosòfic, però en l'actualitat té nombrosos detractors, ja que ha estat provada la influència mútua entre els dos tipus de processos: allò mental condiciona l'estat físic (com, per exemple, la somatització d'un problema) i a la inversa (com, per exemple, la manca de determinades vitamines agreuja la tristesa).
La psique és el principal estudi de la psicologia i, segons el corrent d'anàlisi, pot equivaler a la ment o ser-ne una part concreta. En la tradició religiosa, sovint s'equipara a l'ànima o esperit, sempre a diferència del cos.